# Octopodinae
Sous-famille
Les Octopodinae sont une sous-famille de mollusques de l'ordre des octopodes (les octopodes sont des mollusques à huit bras et sont communément appelés pieuvres).

## Liste desgenres
| Selon World Register of Marine Species (24 décembre 2013) : - Abdopus Norman & Finn, 2001 - Adelieledone Allcock, Hochberg, Rodhouse & Thorpe, 2003 - Ameloctopus Norman, 1992 - Amphioctopus P. Fischer, 1882 - Aphrodoctopus Roper & Mangold, 1991 - Bathypolypus Grimpe, 1921 - Bathypurpurata Vecchione, Allcock & Piatkowski, 2005 - Bentheledone Robson, 1932 - Benthoctopus Grimpe, 1921 - Callistoctopus Taki, 1964 - Cistopus Gray, 1849 - Danoctopus Joubin, 1933 - Eledone Leach, 1817 - Enteroctopus Rochebrune & Mabille, 1889 - Euaxoctopus Voss, 1971 - Galeoctopus Norman, Boucher-Rodoni & Hochberg, 2004 - Graneledone Joubin, 1918 - Grimpella Robson, 1928 - Hapalochlaena Robson, 1929 - Histoctopus Norman, Boucher-Rodoni & Hochberg, 2009 - Macrochlaena Robson, 1929 - Macroctopus Robson, 1928 - Macrotritopus Grimpe, 1922 - Megaleledone Taki, 1961 - Microeledone Norman, Hochberg & Boucher-Rodoni, 2004 - Muusoctopus Gleadall, 2004 - Octopus Cuvier, 1798 - Pareledone Robson, 1932 - Paroctopus Naef, 1923 - Polypus Leach, 1817 - Praealtus Allcock, Collins, Piatkowski & Vecchione, 2004 - Pteroctopus P. Fischer, 1882 - Robsonella Adam, 1938 - Sasakinella Taki, 1964 - Sasakiopus Jorgensen, Strugnell & Allcock, 2010 - Scaeurgus Troschel, 1857 - Teretoctopus Robson, 1929 - Tetracheledone Voss, 1955 - Thaumeledone Robson, 1930 - Thaumoctopus Norman & Hochberg, 2005 - Velodona Chun, 1915 - Vosseledone Palacio, 1978 - Vulcanoctopus Gonzalez & Guerra in Gonzalez, Guerra, Pascual & Briand, 1998 - Wunderpus Hochberg, Norman & Finn, 2006 | Selon ITIS (24 décembre 2013) : - Ameloctopus Norman, 1992 - Aphrodoctopus Roper and Mangold, 1992 - Cistopus Gray, 1849 - Enteroctopus Rochebrune and Mabille, 1889 - Euaxoctopus Voss, 1971 - Hapalochlaena Robson, 1929 - Octopus Cuvier, 1797 - Pteroctopus Fischer, 1882 in 1880-1887 - Robsonella Adam, 1938 - Scaeurgus Troschel, 1857 - Thaumoctopus Mark Norman & Hochberg, 2005 - Wunderpus Hochberg, Norman & Finn, 2006 |

## Galerie

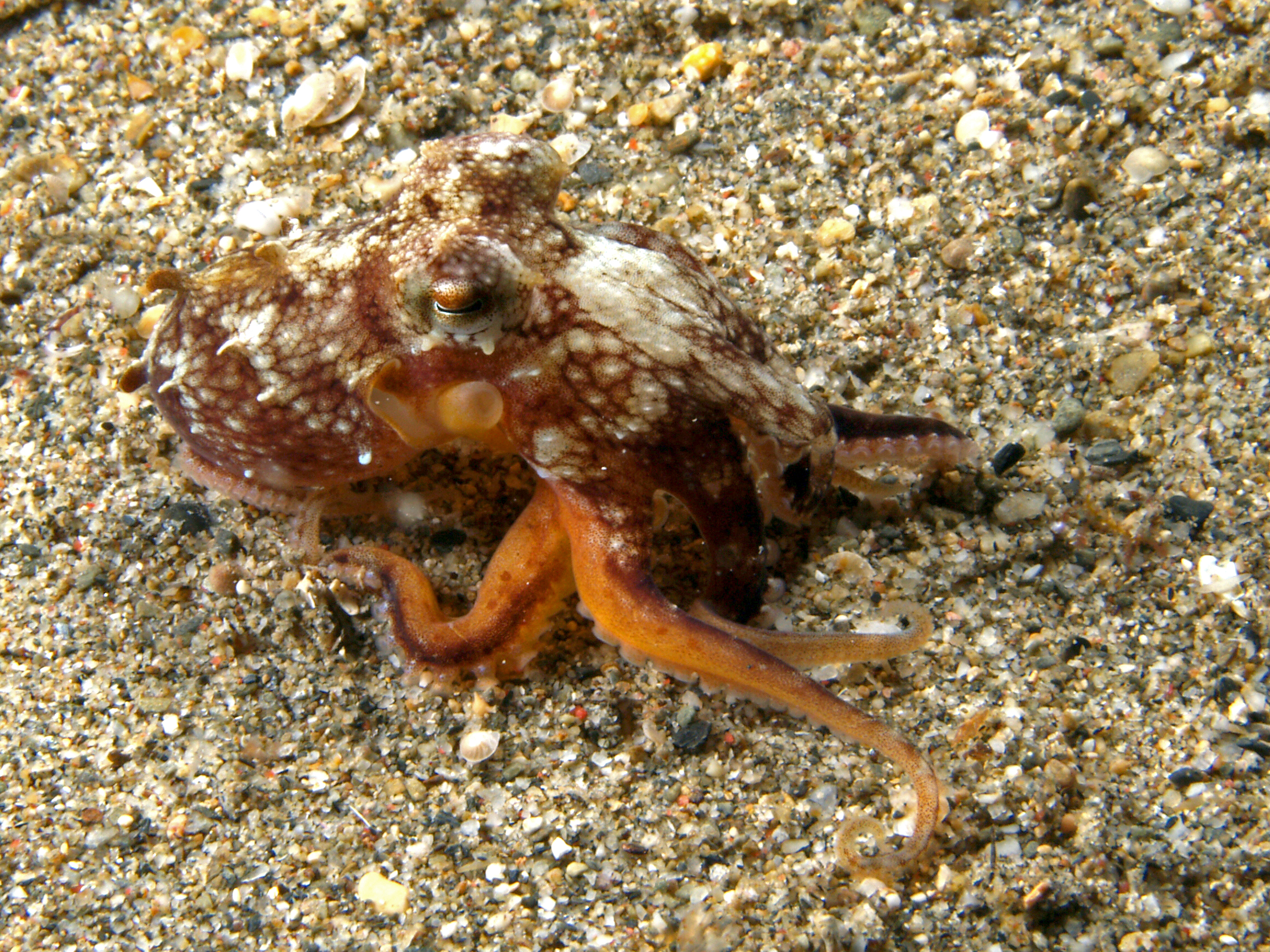
Amphioctopus marginatus
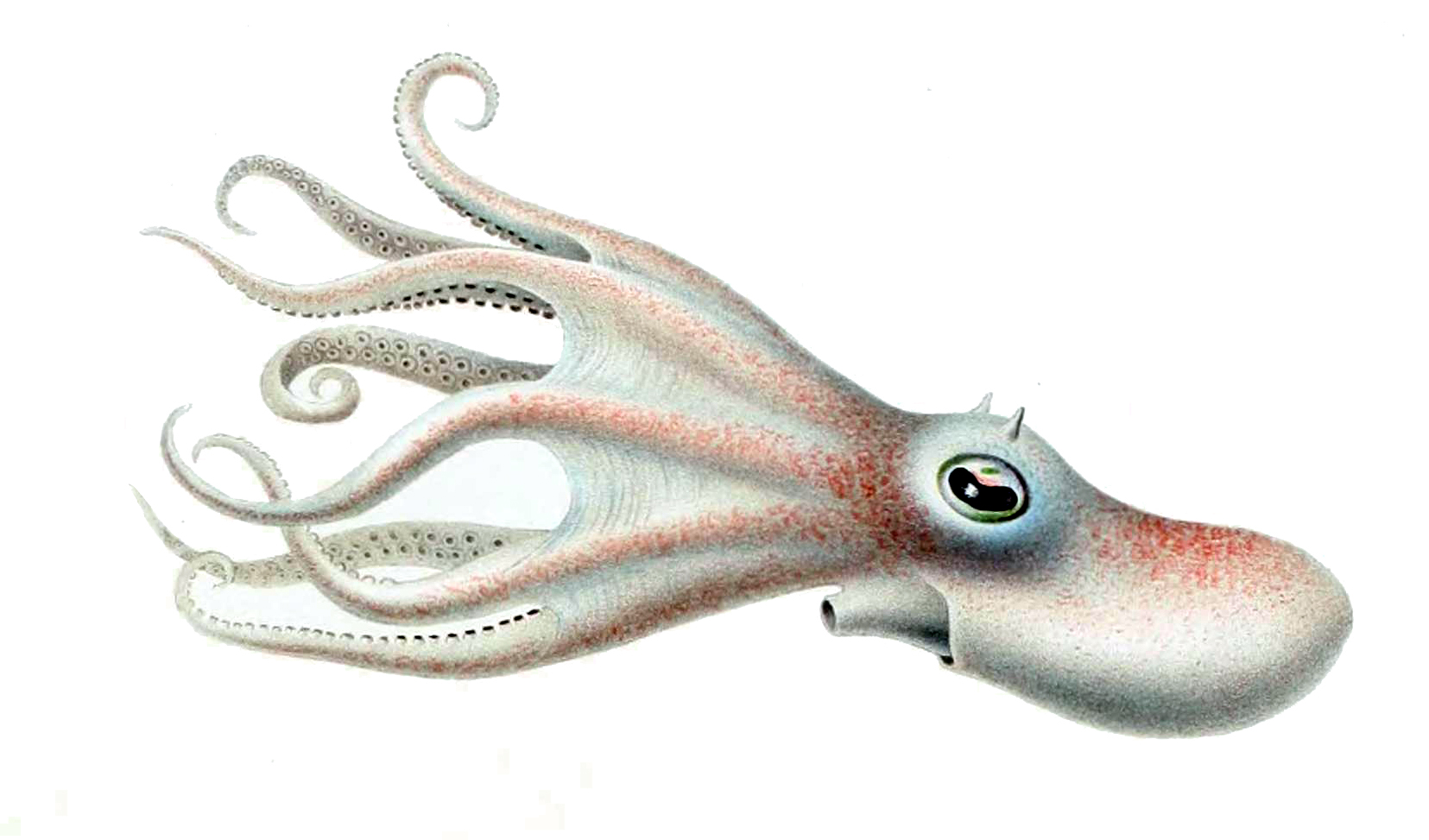
Bathypolypus valdiviae
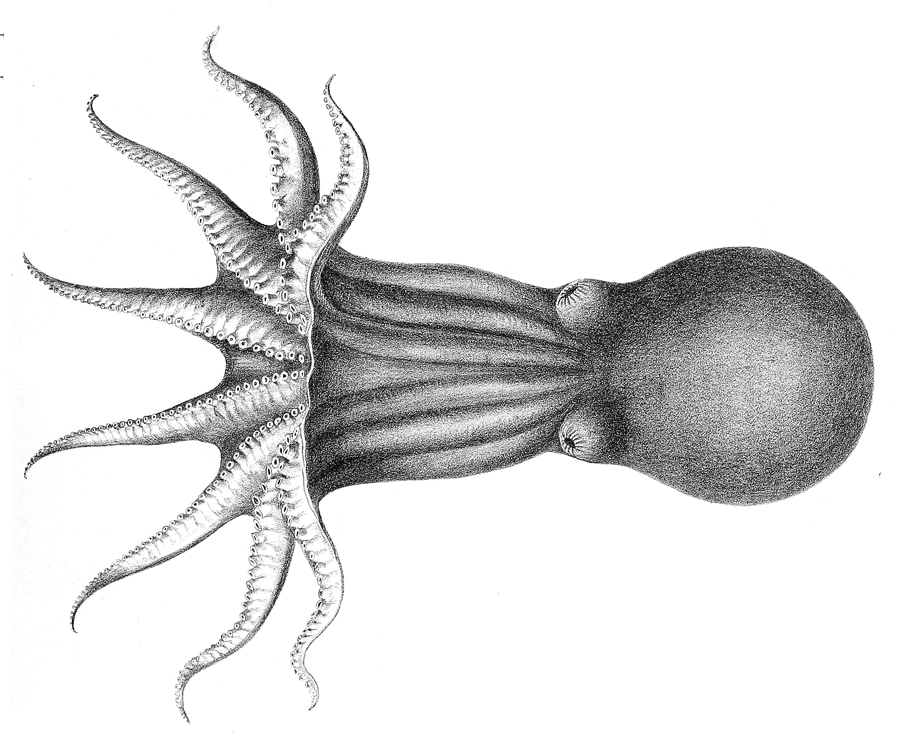
Bentheledone rotunda
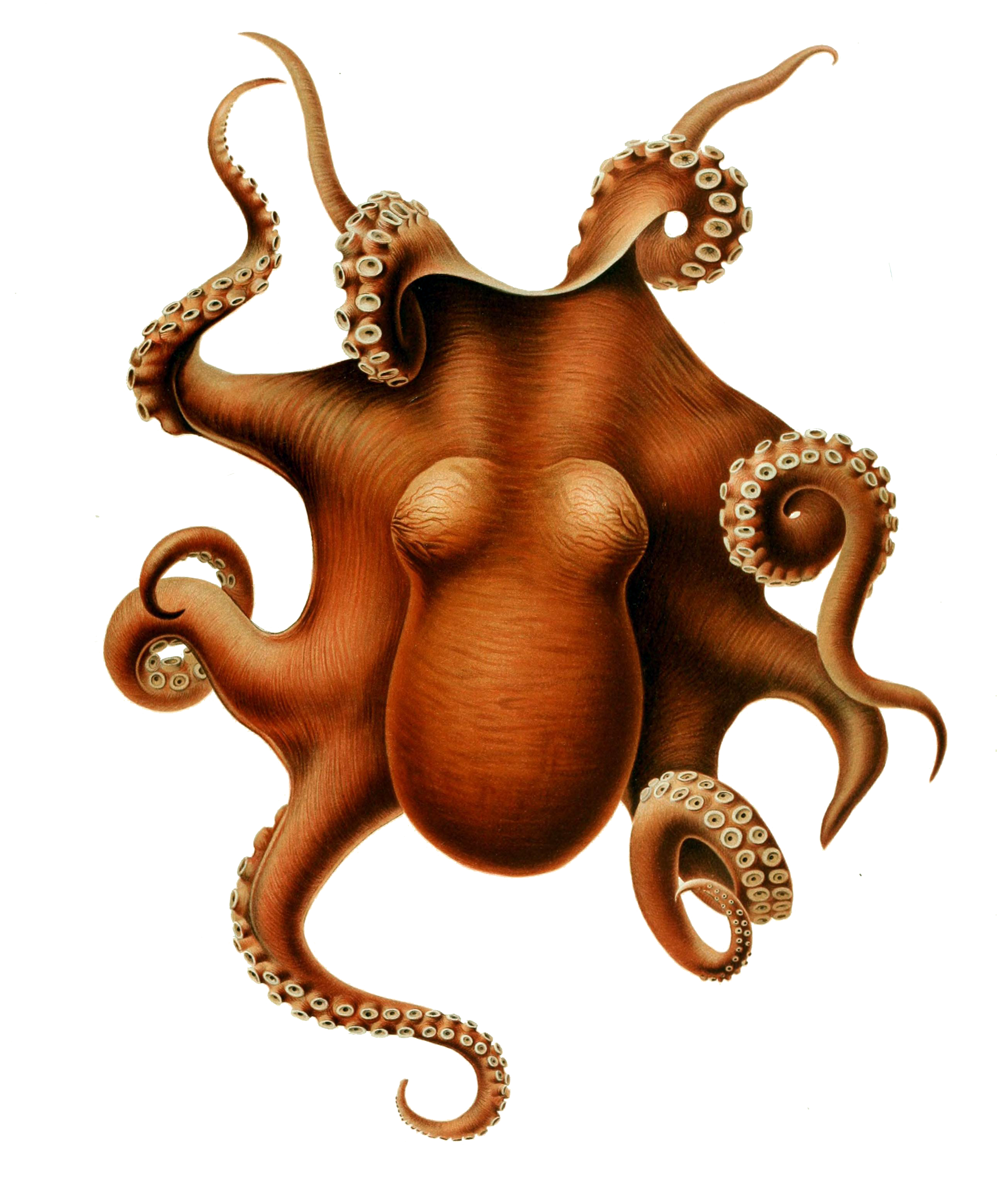
Benthoctopus levis
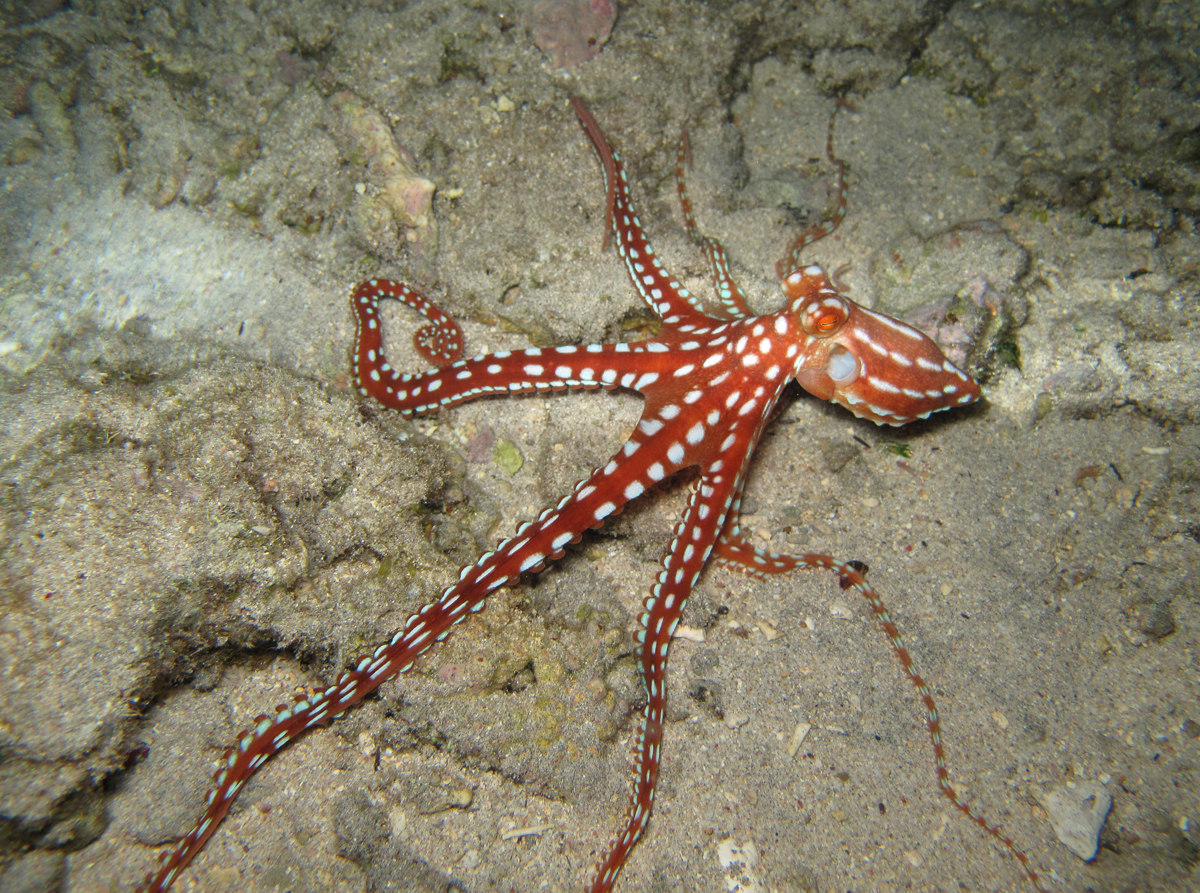
Callistoctopus macropus
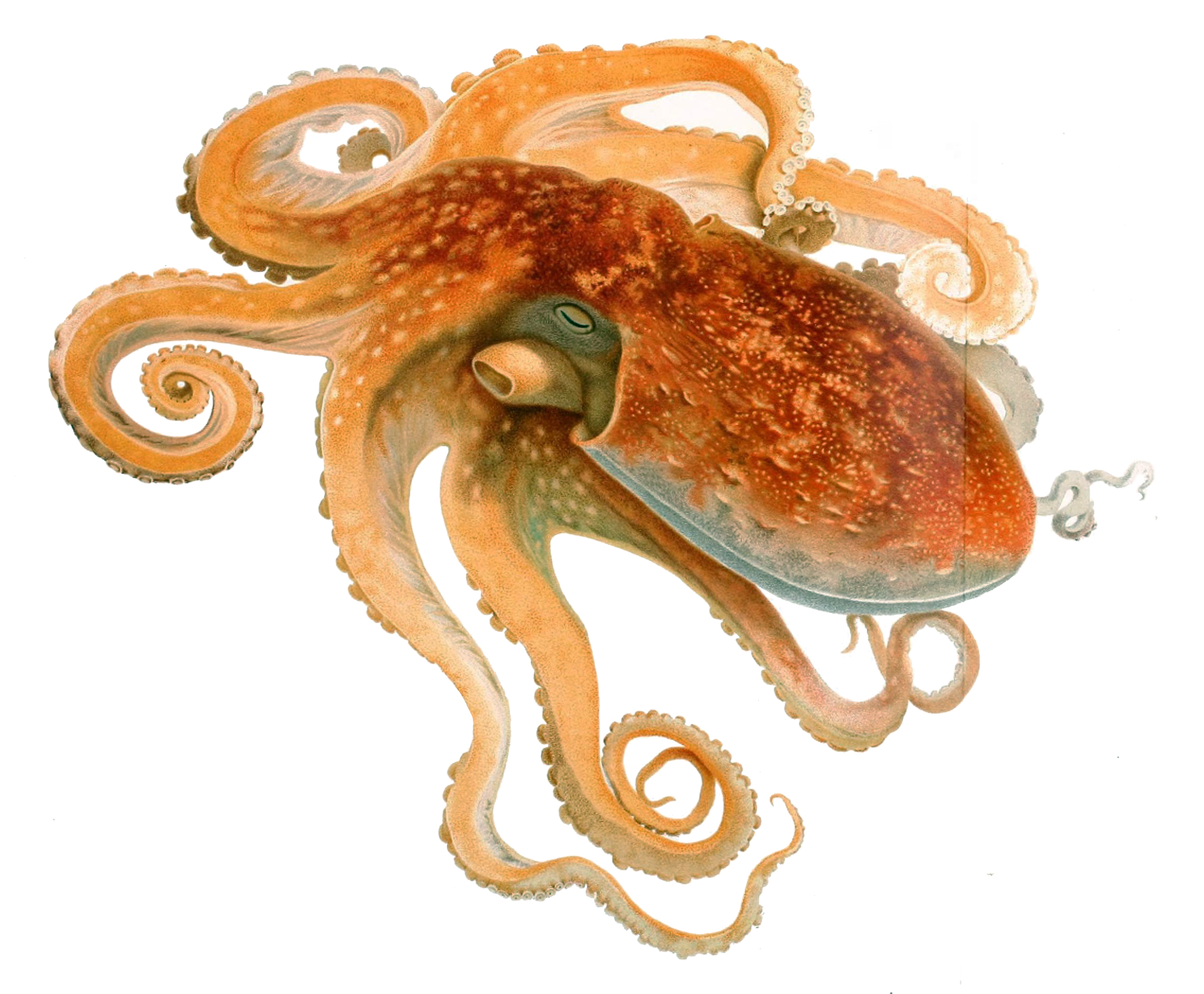
Eledone cirrhosa
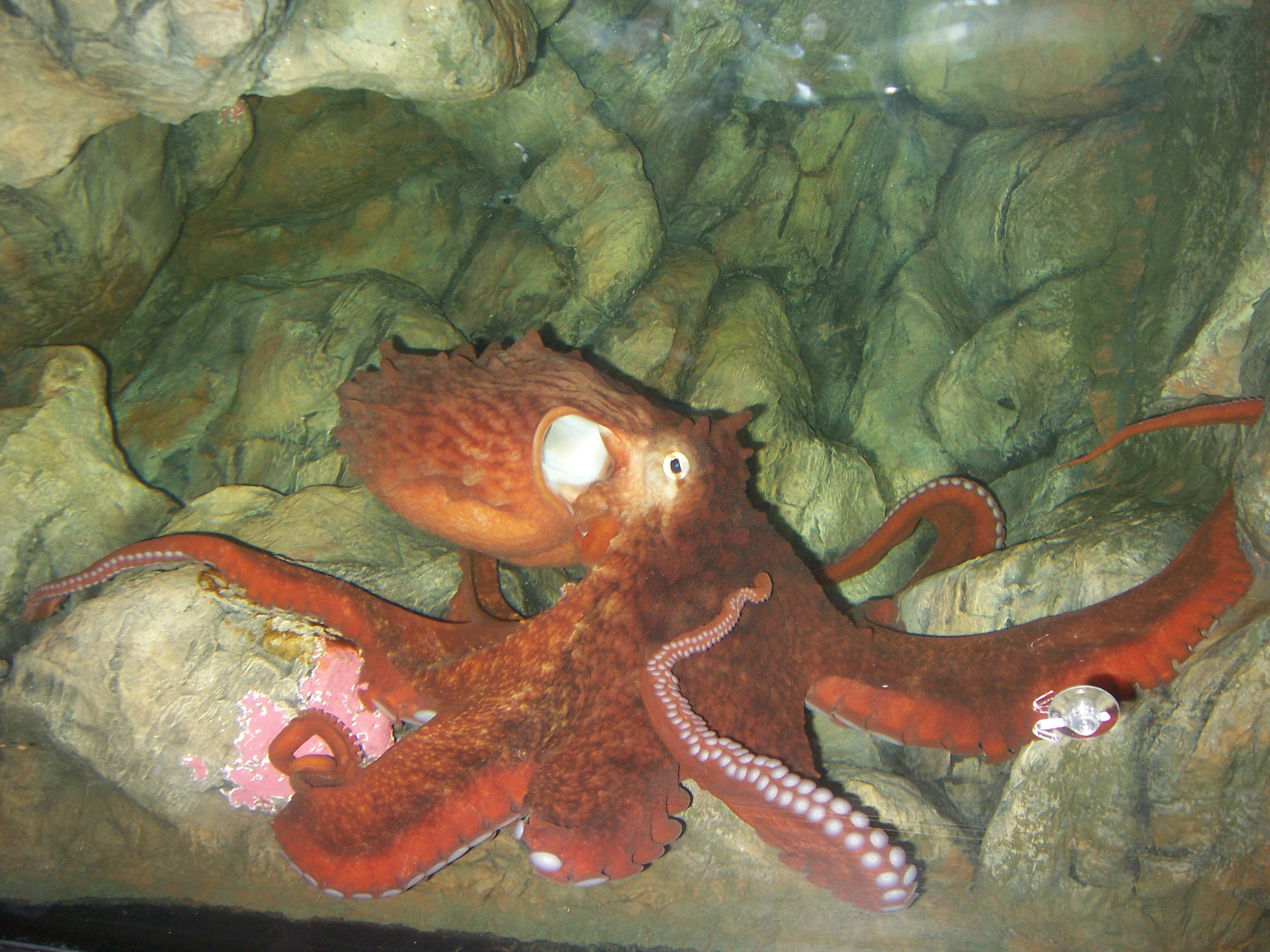
Enteroctopus dofleini
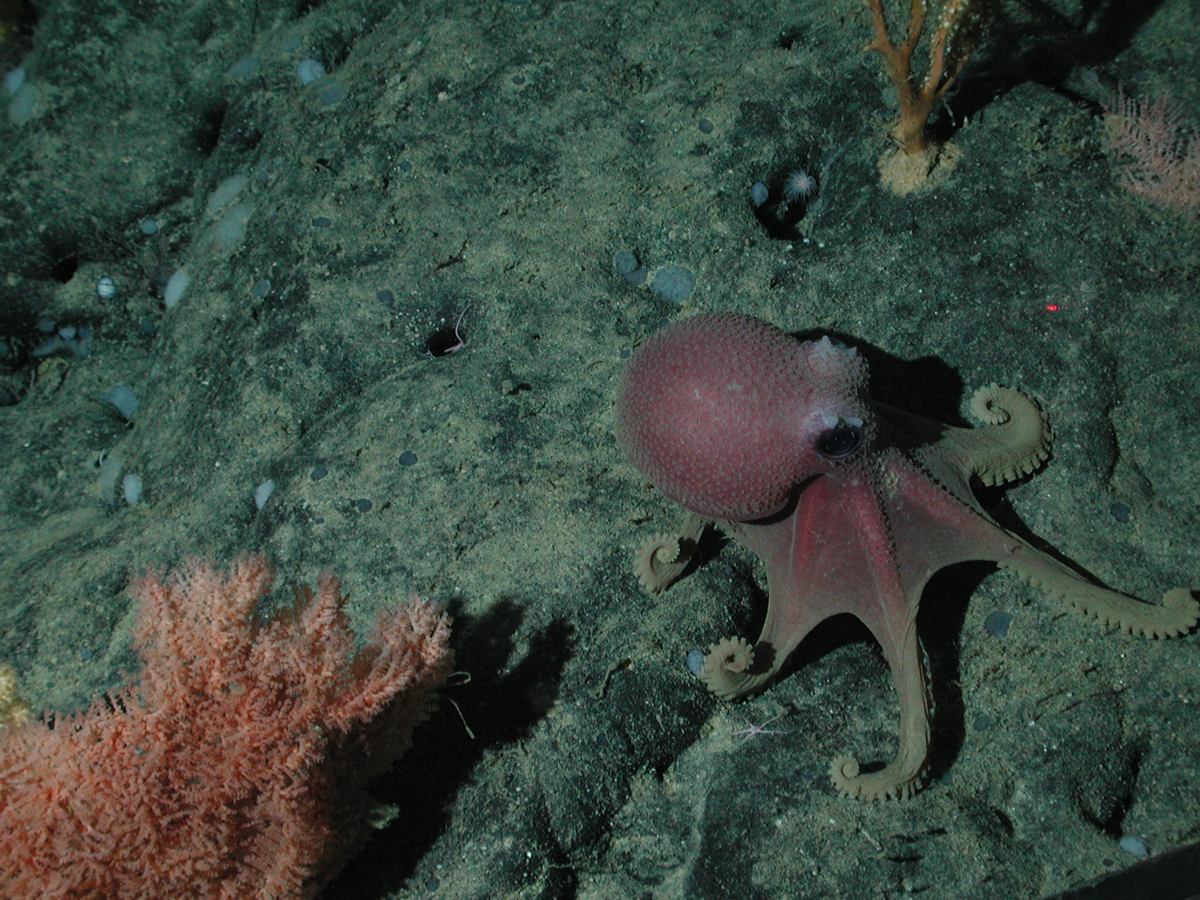
Graneledone boreopacifica
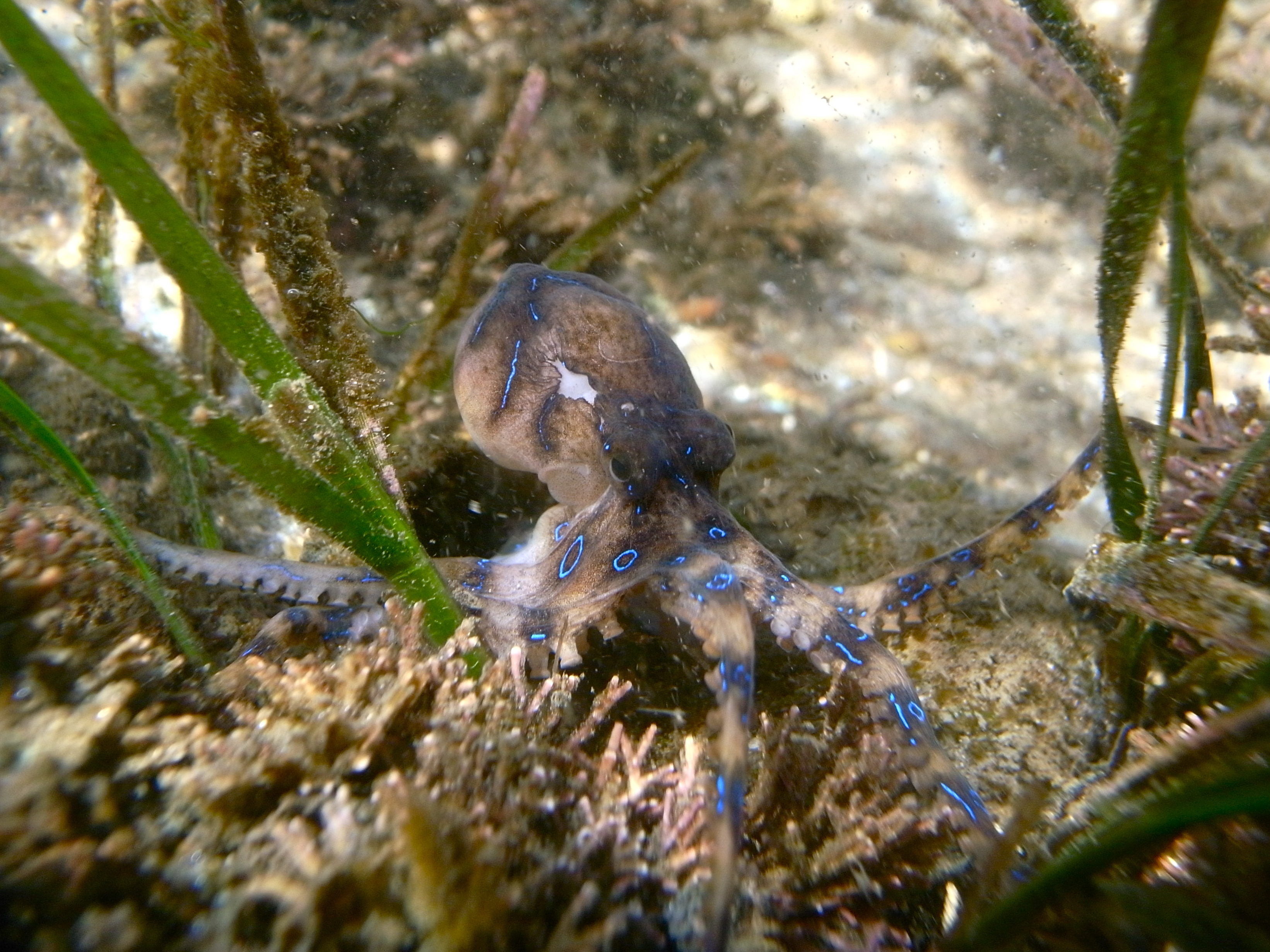
Hapalochlaena maculosa
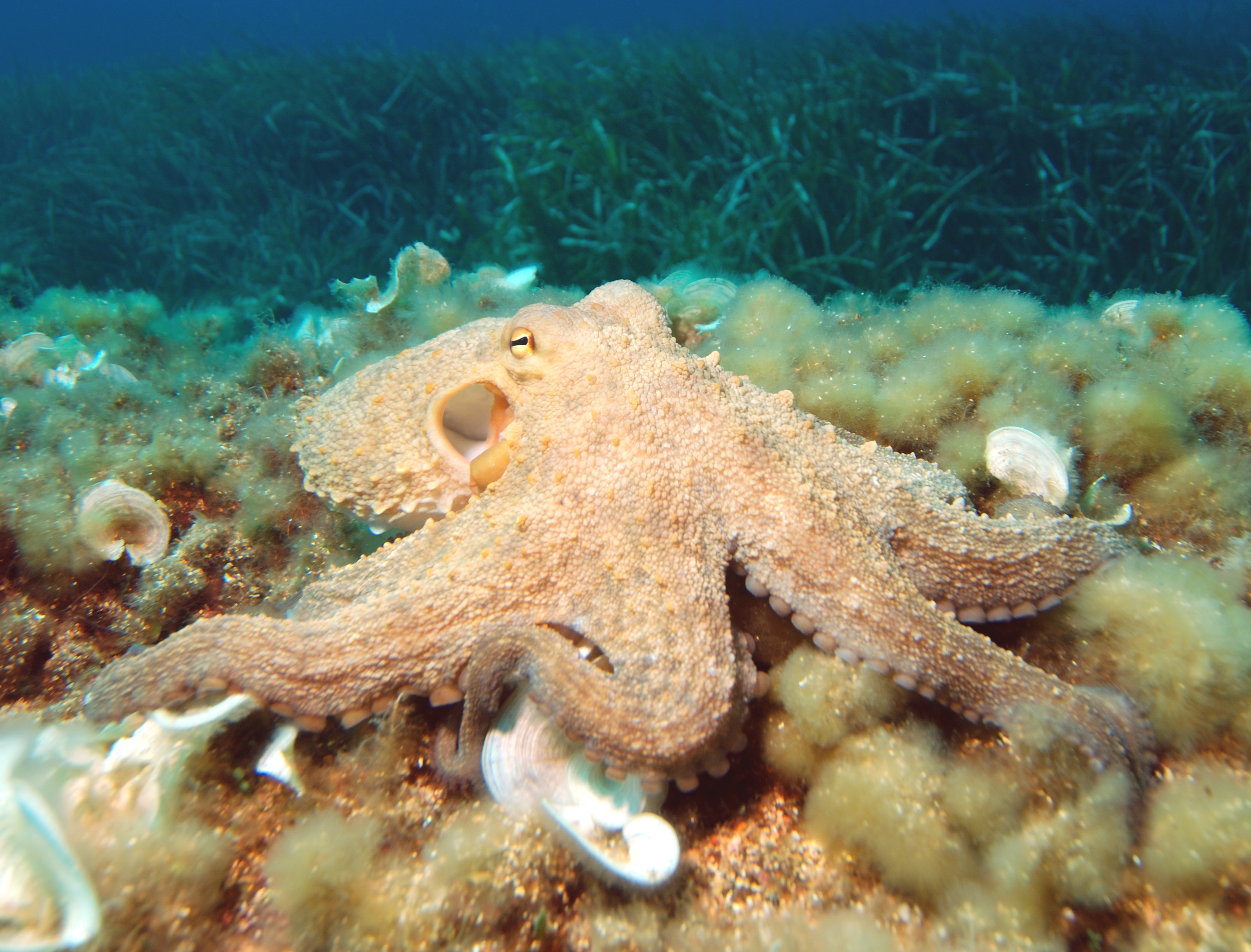
Octopus vulgaris
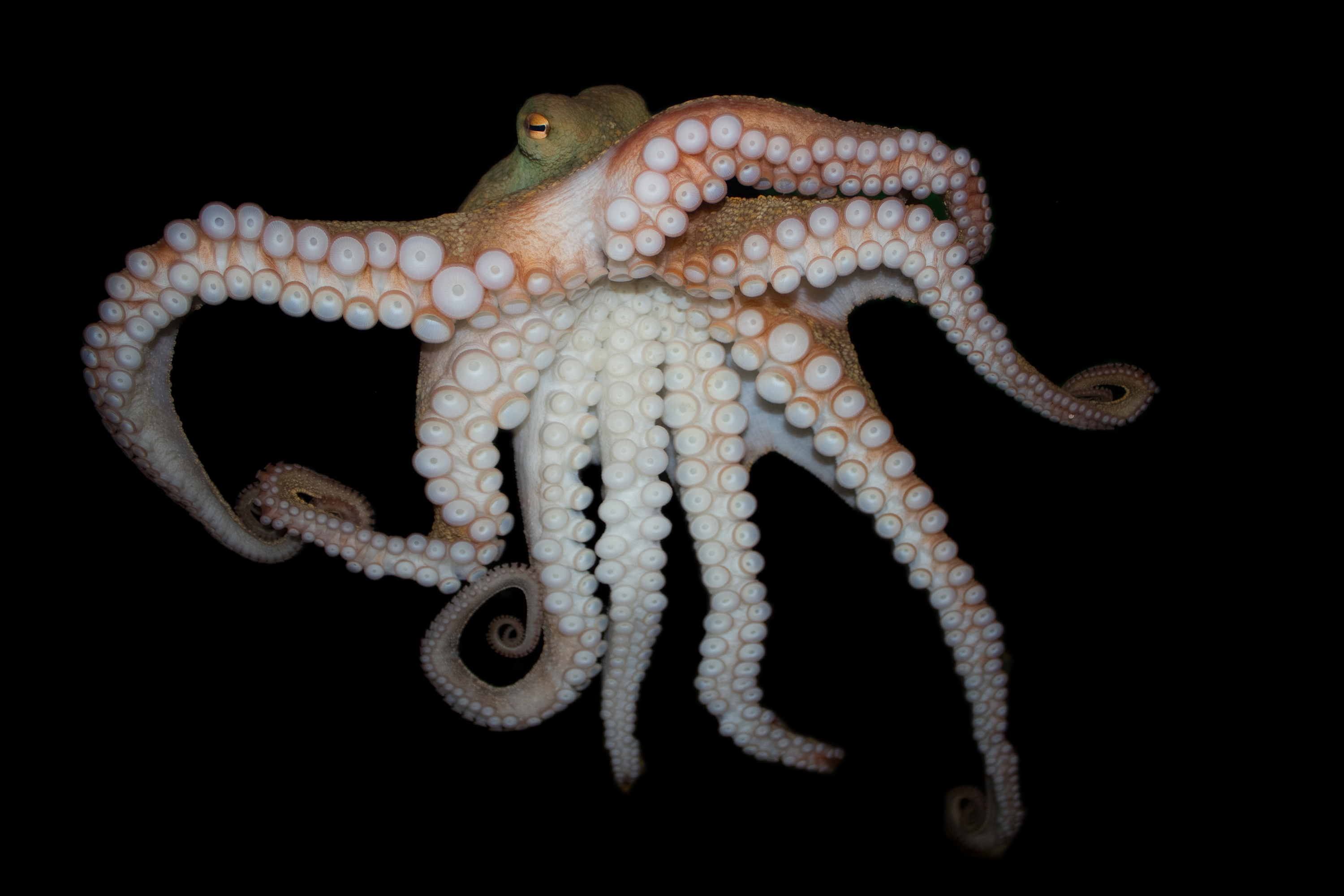
Pinnoctopus cordiformis
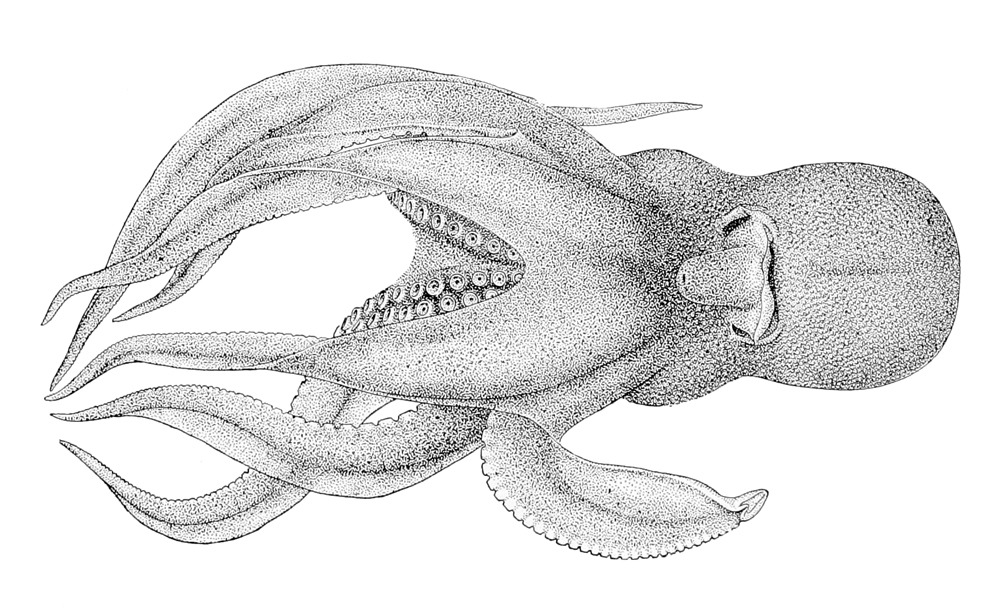
Pteroctopus hoylei
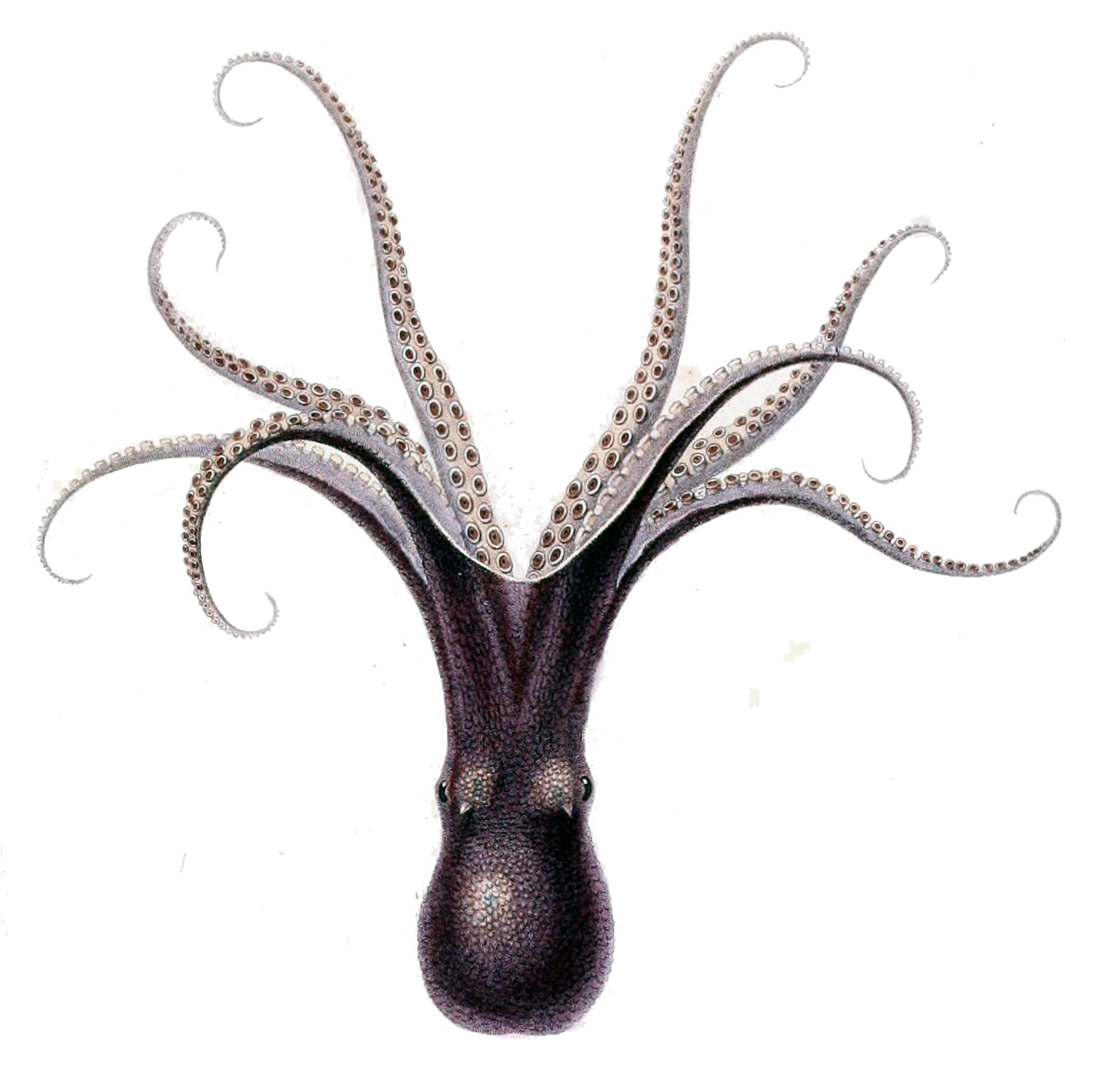
Robsonella fontaniana
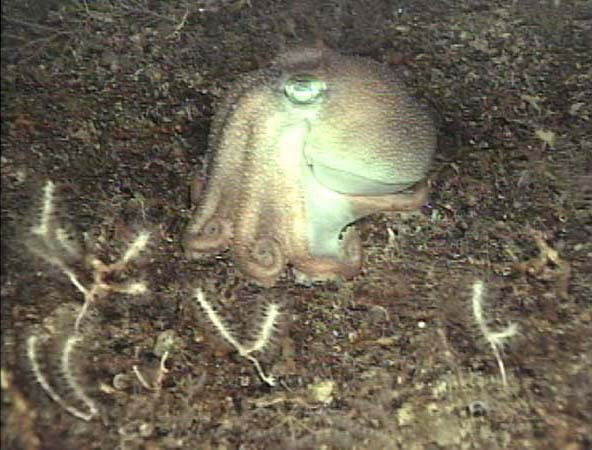
Scaeurgus patagiatus
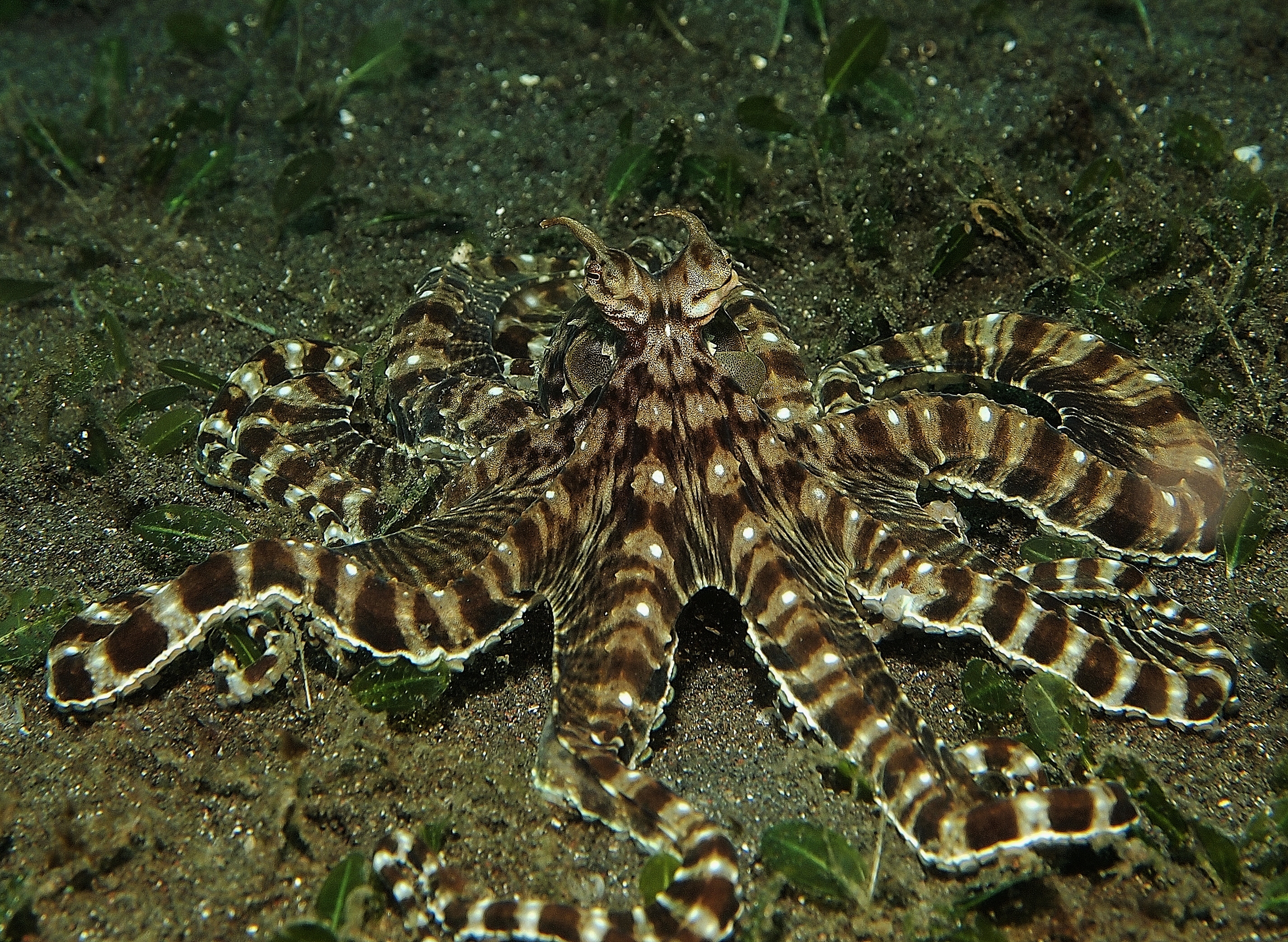
Thaumoctopus mimicus
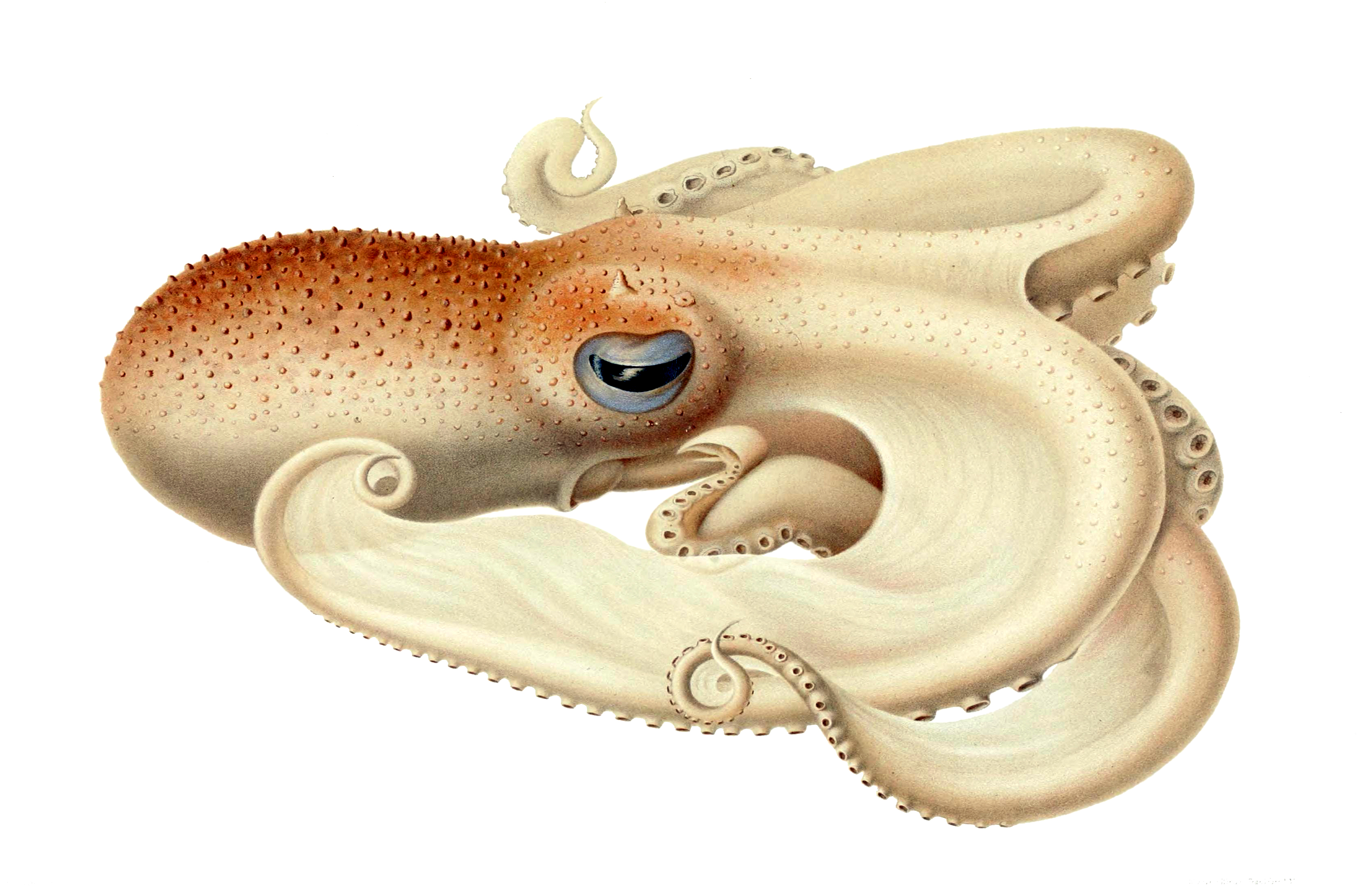
Velodona togata
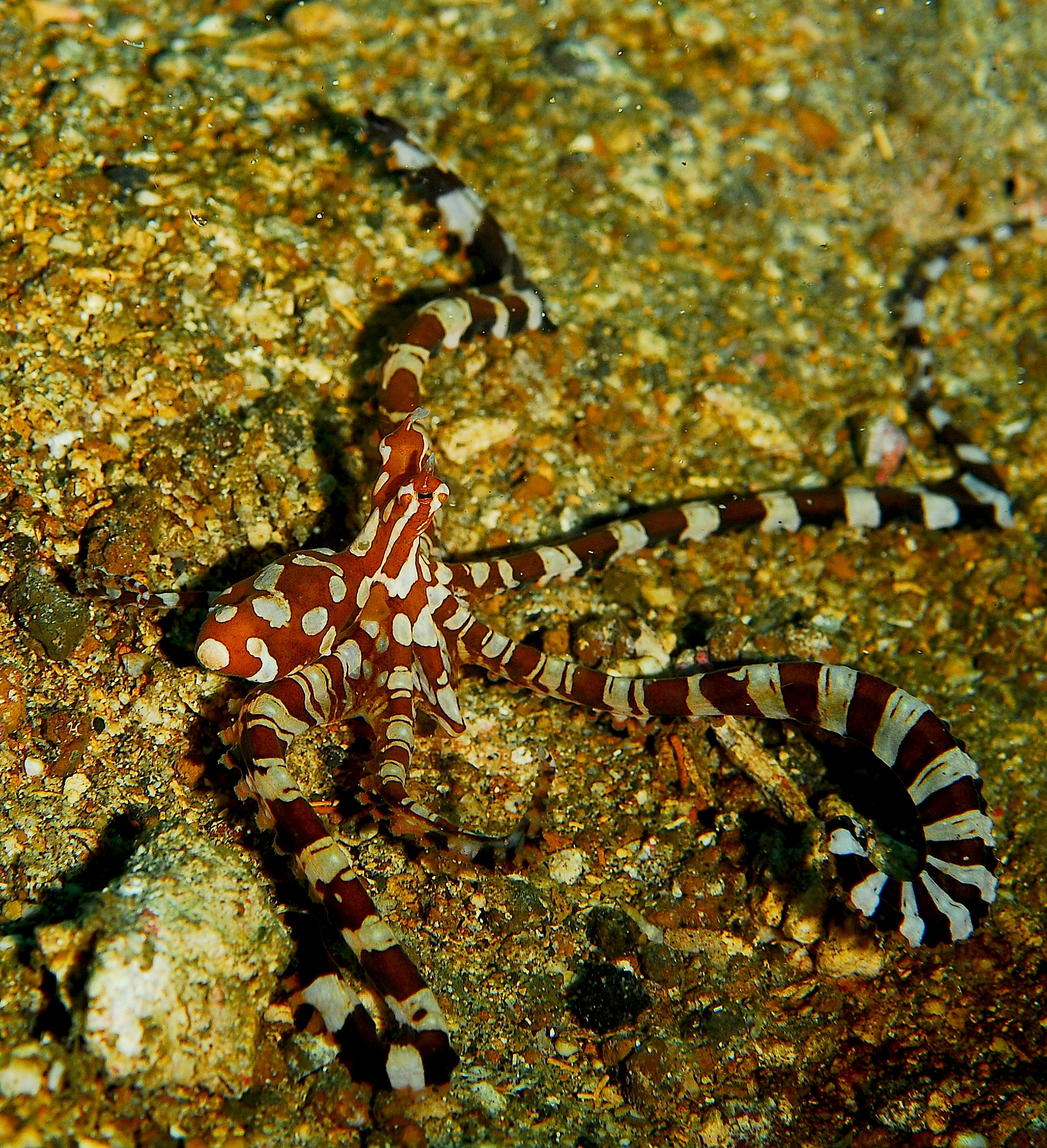
Wunderpus photogenicus